# Нарона
Нарона је античка лука, која се налазила код данашњег места Вид, удаљеног 4 km од Метковића у Хрватској. Уз Салону и Јадер била је један од највећих градова римске провинције Далмације.
Псеудо Скилак и Теопомп, којег цитира Страбон, помињу Нарону, тако да је претпоставка да је насеље постојало током 5. века п. н. е., али се најстарији археолошки налази датују у 2. век п. н. е..
Римљани су је користили као војни логор током похода да племе Далмата, после чега град добија статус колоније (лат. colonia civium Romanorum). У 3. веку град губи значај и у 6. веку пропада. Засад нису нађени записи али ни археолошки трагови о уништењу града приликом велике сеобе народа, па су многи научници мишљења да је град почетком Раног средњег века замро спонатно, нестанком трговине и преласком на натуралну привреду. 

## Археолошка истраживања
Прва истраживања локалитета започео је Археолошки музеј у Сплиту 1877. године, а прва монографија Нароне издата је 1907. године. Систематска ископавања почињу 1968. године. Откривени су фортификациони остаци (бедем и кула). Главна улица ишла је у правцу пута Салона-Нарона. Према епиграфским налазима потврђено је постојање храма Либера, Ескулапа и Аугуста.
Најзначајнији налази откривени су 1995. и 1996. године, на локалитету Плећашове штале. Током ископавања пронађени су остаци темеља за које се претпоставља да су припадали форуму и храму посвећеном Августу. Откривен је зид у висини од 1 до 3 m, бели под са црно белим мозаиком геометријских мотива и постоља за кипове. Откривено је 16 кипова римских царева, припадника царске породице и божанстава, које су датоване у 1. и 2. век, као и два жртвеника посвећена Венери и натпис конзула Публија Корнелија Долабеле (лат. Publius Cornelius Dolabella). Откривени су и темељи неколико ранохришћанских базилика од којих се једна налазила тачно на месту данашње месне цркве па су приликом истраживања откопани темељи екстерне крстионице карактеристичне скоро искључиво за ранохришћанске богомоље;  у списима првих црквених сабора Нарона се спомиње као епископско седиште. 

## Кипови из Нароне
Августов храм из Нароне садржи после рељефне групе Аре Пакис (лат. Ara Pacis Augustae) у Риму, најбројнију групу кипова. Сачувано је 15 великих кипова, од којих је од једног сачувана само база. Претпоставља се да је и Ливија из Оксфорда (датована у Тиберијево доба) део кипа који се чувао у збирци у Нарони. Уколико се у обзир узме овај податак, као и већи број откривених фрагмената кипова, претпоставља се да је храм имао можда чак и 20 статуа. Током млетачке власти у овим крајевима по признању истих још су многи кипови у Нарони тада стајали а скинуто је и однешено готово све што је било у донекле очуваном стању, тако да постоје основане претпоставке да се неки од њих и данас налазе у Венецији, по приватним збиркама потомака племићких породица. 